# Potštejn
Potštejn (în germană Pottenstein) este o localitate din regiunea Hradec Králové, în districtul Rychnov nad Kněžnou, din Republica Cehă. De la sfârșitul secolului al XIX-lea și până în anul 1924, localitatea a purtat numele de Potštýn nad Orlicí.

## Etimologie
Numele localității derivă de la denumirea castelului cu același nume, care domină localitatea. Castelul a fost numit de fondatorul său, Půta (Puota) din Drslavic, în germană Puttenstein, „Piatra lui Puota”, iar de aici, în cehă Potštýn / Potštejn.

## Istorie
Unul dintre proprietarii castelului a fost „hoț”, Baronul Mikuláš, în timpul domniei lui Carol al IV-lea. În timpul unui asediu, Mikuláš a murit sub ruinele castelului, care apoi a fost refăcut de regele Carol al IV-lea.

## Populația
La 1 ianuarie 2006, populația localității Potštejn număra 914 locuitori, dintre care 452 de sex bărbătesc și 462 de sex femeiesc. În 2017, populația localității era de 942 de locuitori.

## Personalități
- Jan Urban Jarník (1848–1923), savant ceh, filolog, romanist și albanolog, membru de onoare al Academiei Române, s-a născut la Pottenstein, azi Potštejn.

## Galerie de imagini

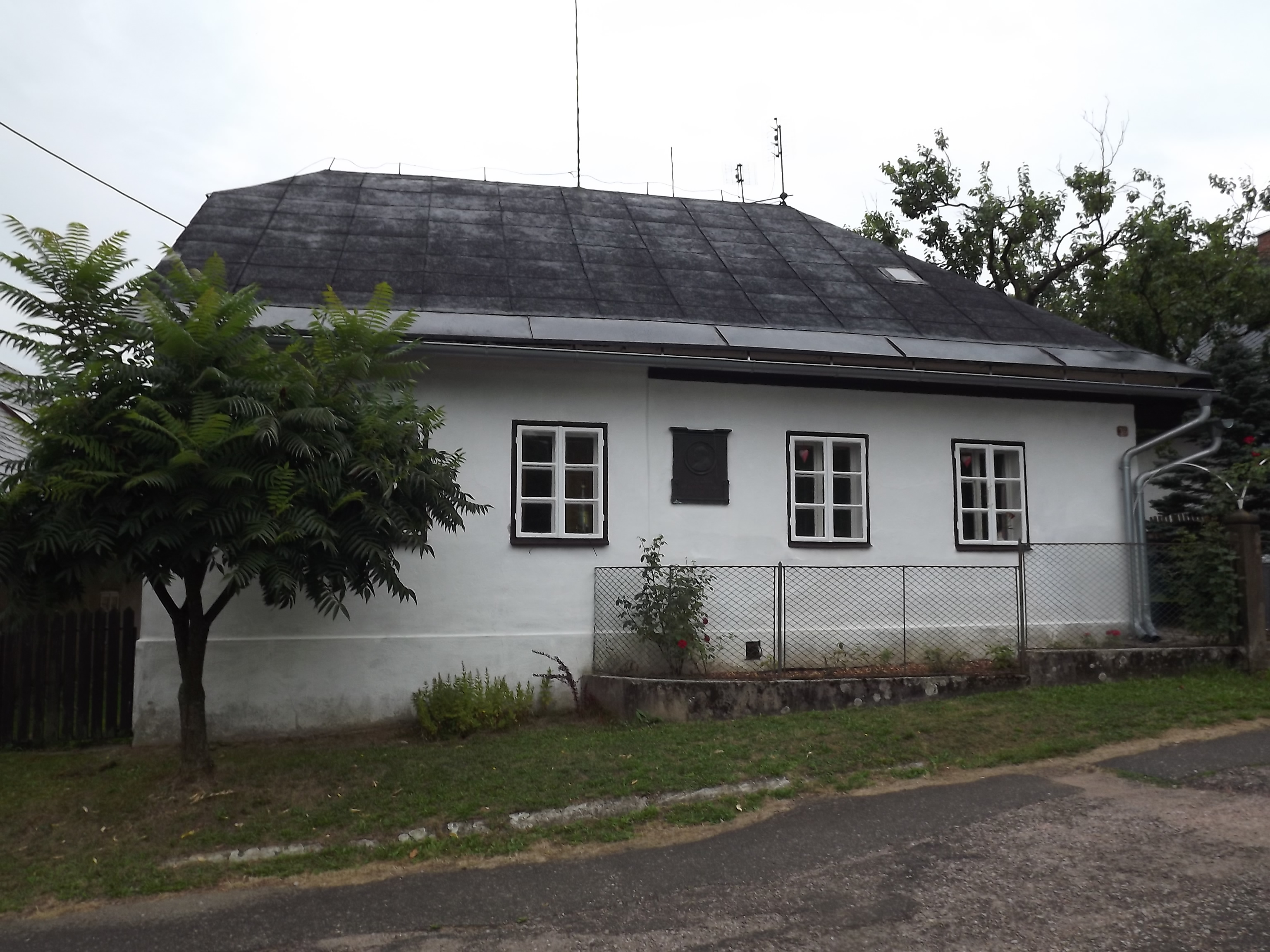
Casa natală a lui Jan Urban Jarník.
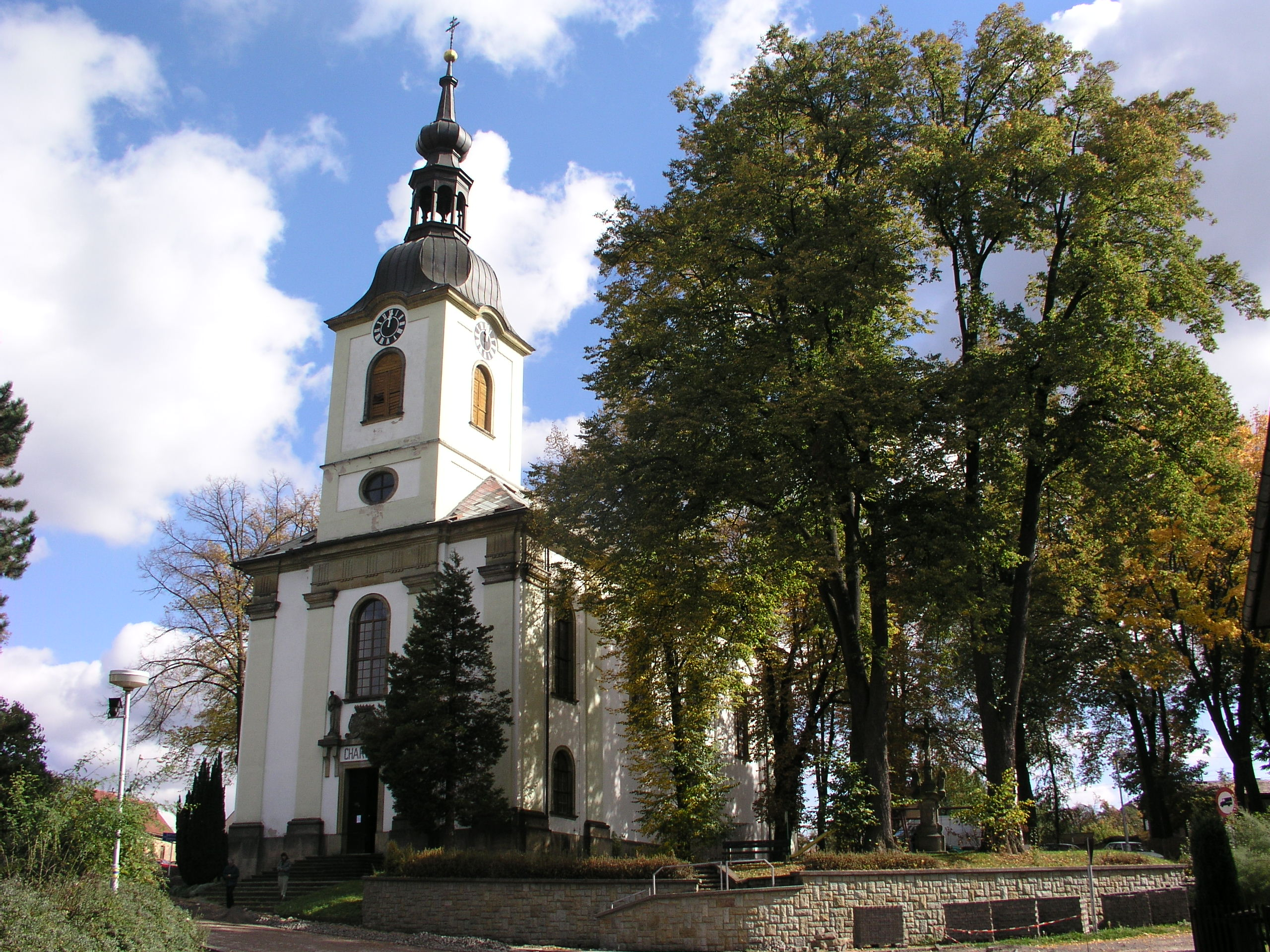
Potštejn, Biserica Sf. Laurețiu (în cehă Kostel sv. Vavřince)
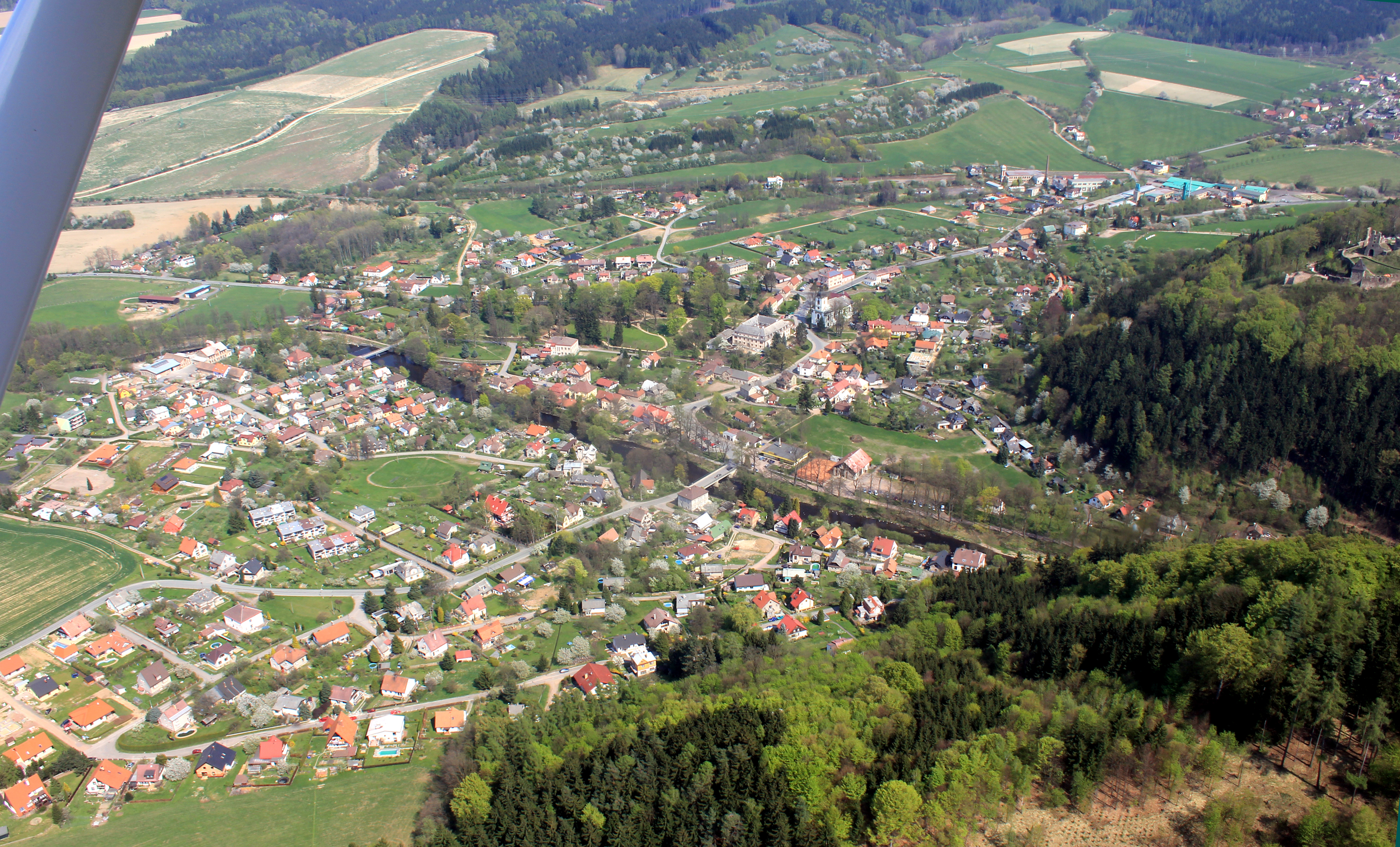
Potštejn (vedere aeriană)
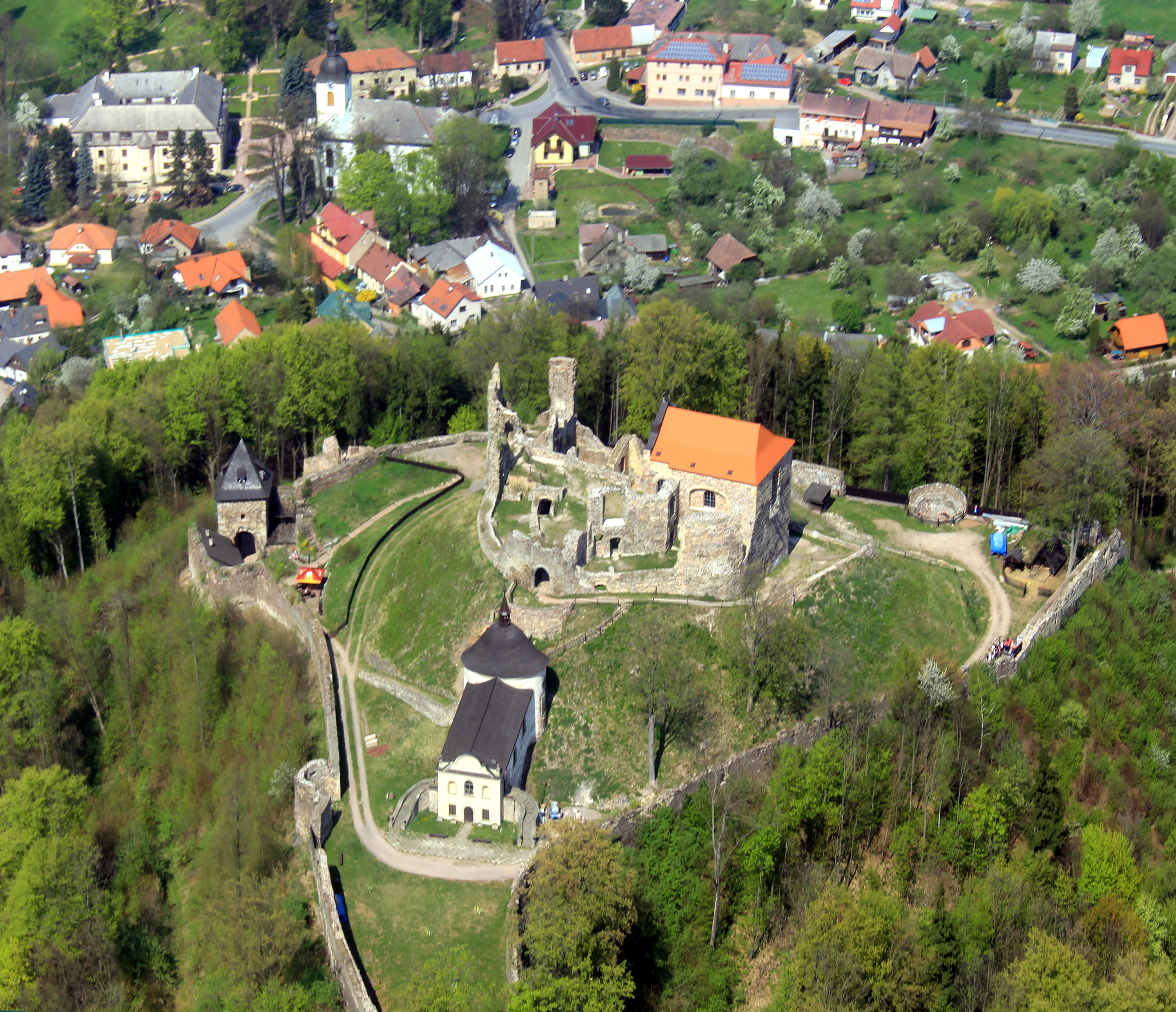
Vechiul castel (vedere aeriană)
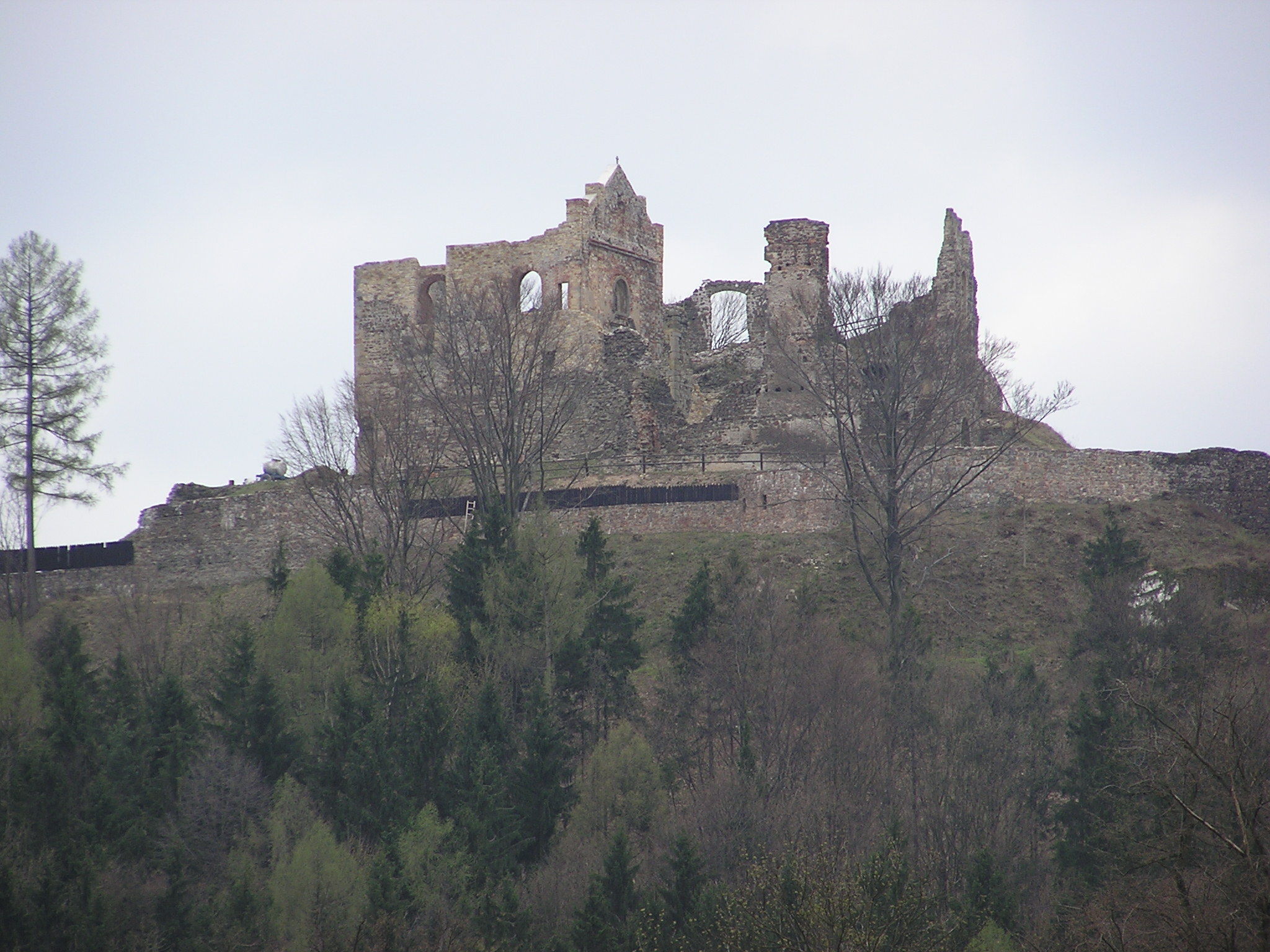
Ruinele vechiului castel din Potštejn
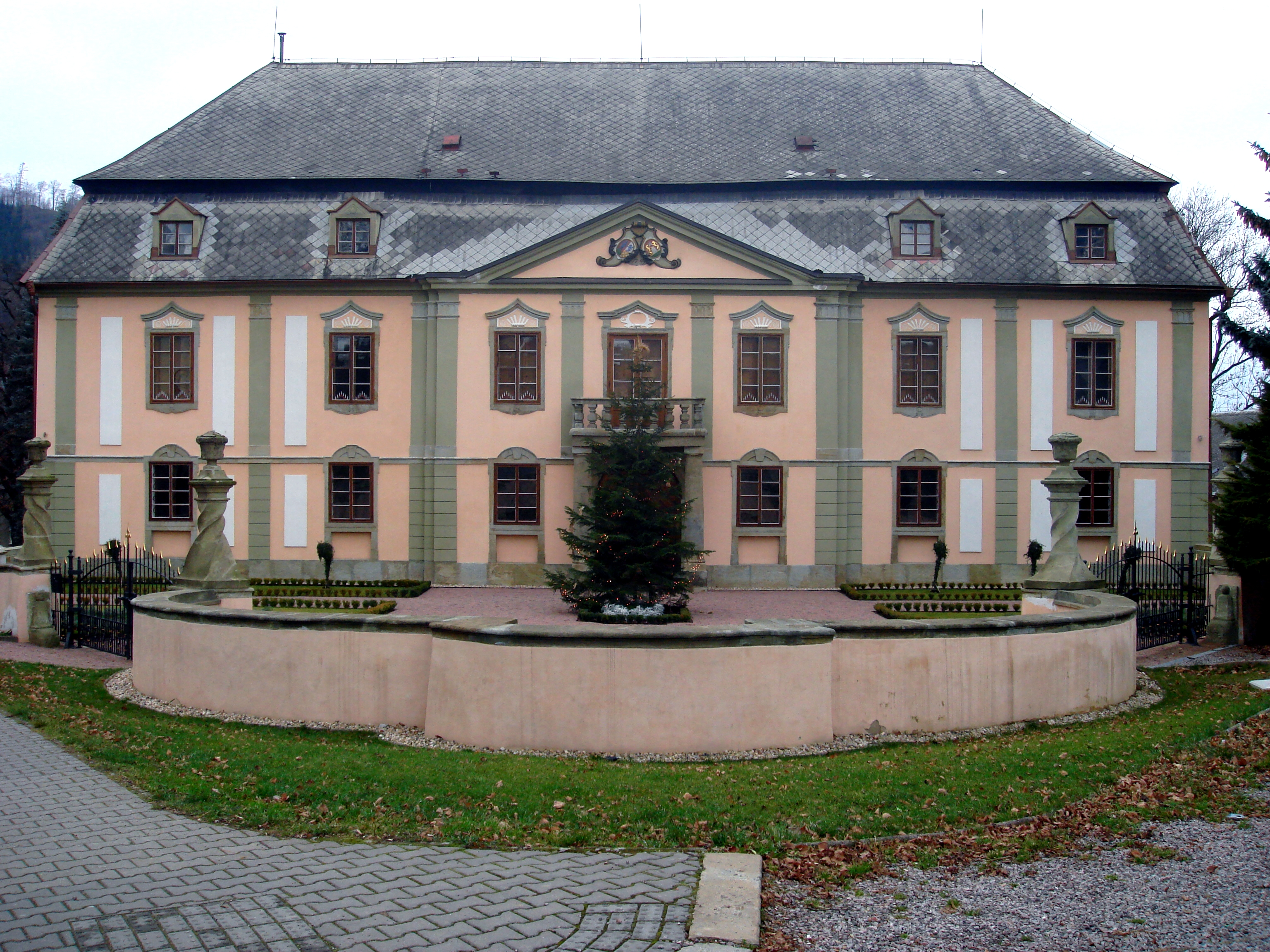
Castelul din Potštejn
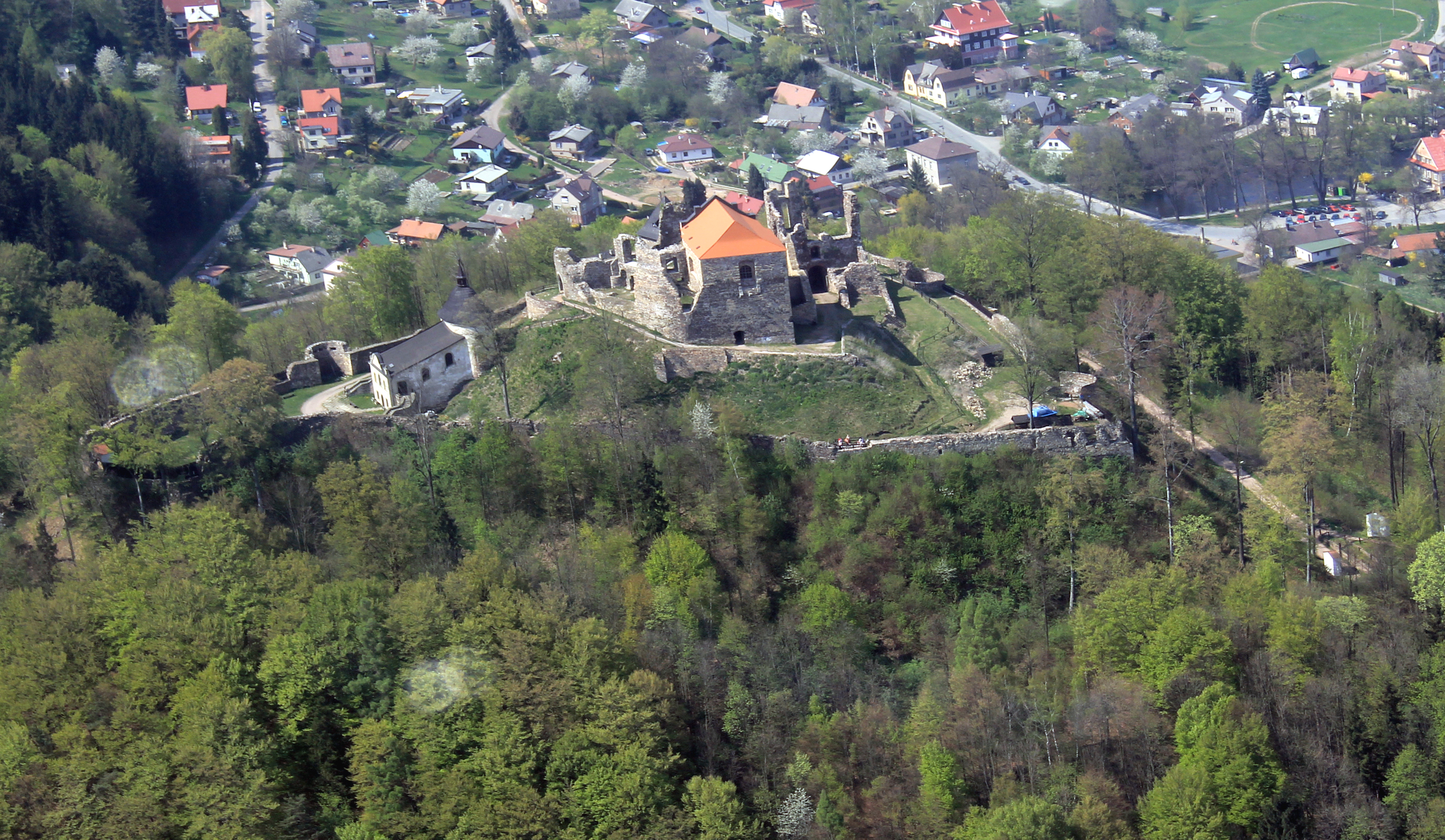
Potštejn (vedere aeriană)